# Psychotria iwahigensis
Psychotria iwahigensis är en måreväxtart som beskrevs av Adolph Daniel Edward Elmer. Psychotria iwahigensis ingår i släktet Psychotria och familjen måreväxter. Inga underarter finns listade i Catalogue of Life.